# Baranek Shaun Film: Farmageddon
Baranek Shaun Film: Farmageddon (ang. Shaun the Sheep Movie: Farmageddon) – brytyjski film animowany (animacja plastelinowa) z 2019 roku. Kontynuacja filmu Baranek Shaun: Film (2015). Oba obrazy zrealizowano na podstawie serialu animowanego o tym tytule.

## Fabuła
Na farmie baranka Shauna ląduje statek kosmiczny. Baranek zaprzyjaźnia się z uroczą kosmitką.

## Obsada (głosy)
Postacie w filmie nic nie mówią. Wydają jednak charakterystyczne odgłosy.
- Justin Fletcher jako:
  - Shaun, przywódca stada owiec
  - Timmy, kuzyn Shauna
- John Sparkes jako:
  - Bitzer, pies
  - Farmer, właściciel gospodarstwa
- Amalia Vitale jako:
  - Lu-La, kosmitka
  - Me-Ma, mama Lu-Li
- Kate Harbour jako:
  - mama Timmy'ego i ciocia Shauna
  - Agentka Red
- David Holt jako M-U-G-G-1N5 (Muggins), robot
- Richard Webber jako:
  - Big Shirley, gruba owca.
  - Obo, tata Lu-Li
- Simon Greenall jako bliźniaki (dwie owce)
- Emma Tate jako Hazel (owca)
- Andy Nyman jako Nuts (owca)
- Joe Sugg jako dostawca pizzy[3]

## Nagrody i wyróżnienia

### Zdobyte
- 2019: Nagroda British Independent Film Awards (BIFA) za Najlepsze efekty

### Nominacje
- 2021: Nominacja do Oscara – Najlepszy długometrażowy film animowany (Paul Kewley, Richard Phelan, Will Becher)
- 2020: Nominacja do Nagrody Brytyjskiej Akademii Filmowej – Najlepszy film animowany (Richard Phelan, Will Becher)
- 2021: Nominacje do Annie w następujących kategoriach:
  - Najlepszy pełnometrażowy niezależny film animowany
  - Najlepsze indywidualne osiągnięcie: montaż Sim Evan-Jones i Adrian Rhodes
  - Najlepsze indywidualne osiągnięcie: scenariusz Jon Brown, Mark Burton
- 2020: Nominacja do Satelity – Najlepszy film animowany lub łączący w sobie różne media
- 2020: Nominacja do Światowej Akademii Muzyki Filmowej - Muzyczne odkrycie roku (Tom Howe)[4]